# شهرستان جیتی‌قره
شهرستان جیتی‌قره (به قزاقی: Жітіқара ауданы، جىتىقارا اۋدانى) یک شهرستان در قزاقستان است که در استان قوستانای واقع شده‌است. شهرستان جیتی‌قره ۵۰۸۰۵ نفر جمعیت دارد.
سابقا شهر جیتی‌قره «شهر در سطح شهرستان» و مستقل از تابعیت شهرستان‌های استان قوستانای بوده. اما در سال ۱۹۹۷ میلادی، این شهر تقلیل درجه پیدا کرد و به تابعیت شهرستان جیتی‌قره در آمد. امروزه این شهر مرکز اداری شهرستان می باشد..